# Яна Генке
Яна Генке (нім. Jana Henke, 1 жовтня 1973) — німецька плавчиня.
Учасниця Олімпійських Ігор 1992, 2000, 2004 років.
Призерка Чемпіонату світу з водних видів спорту 1991, 2003 років.
Чемпіонка Європи з водних видів спорту 1993, 2002 років, призерка 1991, 1995, 1997, 1999 років.
Призерка Чемпіонату Європи з плавання на короткій воді 1999 року.